# 4 Minutes
"4 Minutes" é uma canção da artista musical americana Madonna, contida em seu décimo primeiro álbum de estúdio, Hard Candy (2008). Conta com a participação vocal dos artistas–– compatriotas Justin Timberlake e Timbaland e foi composta pelos três juntamente com Danja, sendo produzida por Timberlake, Timbaland e Danja. O desenvolvimento da faixa foi motivado por um senso de urgência em salvar o planeta da destruição, e como as pessoas podem se divertir neste processo. A composição foi concluída através de discussões entre Madonna e Timberlake sobre diferentes situações, problemas e relacionamentos. De acordo com a cantora, a música inspirou a produção de seu documentário, I Am Because We Are (2008). Inicialmente intitulada "4 Minutes to Save the World", a canção foi gravada no Estúdio Sarm West em Londres, enquanto a sua mixagem foi realizada no estúdio The Hit Factory, localizado em Miami. O engenheiro de gravação e mixagem, Demacio "Demo" Castellon, começou trabalhando nos vocais da faixa, e depois trabalhou nas batidas, enquanto os sintetizadores foram compostos por Timbaland e Danja.
Após ser ilegalmente divulgado na Internet, o tema estreou em 17 de março de 2008 durante um anúncio do shampoo Sunsilk, sendo disponibilizada digitalmente em vários países no mesmo dia, servindo como o primeiro single de Hard Candy, sendo também comercializado em CD single, maxi single e vinil. Diferentes remixes da faixa foram incluídos em aparelhos celulares de diversas marcas, como parte da divulgação global do disco. Musicalmente, "4 Minutes" é uma canção dance-pop de andamento acelerado com influências de gêneros urbanos como o hip hop e apresenta batidas de bhangra, características de Timbaland, enquanto a sua instrumentação inclui metais, sirenes e campana. Liricamente, transmite uma mensagem de conscientização social, inspirada pela visita de Madonna à África e pelo sofrimento humano testemunhado por ela no continente.
"4 Minutes" obteve análises positivas de críticos especializados em música contemporânea, que a descreveram como uma canção dançante movimentada e elogiaram sua produção e sua composição musical, comparada com as de bandas marciais; a participação de Timberlake foi vista de forma ambivalente, com alguns elogiando sua química com Madonna enquanto outros notaram que ele recebeu maior destaque na canção do que ela. A obra foi condecorada com o troféu de Gravação do Ano do gênero inglês nos Premios Oye! e foi indicada a outras diversas premiações, incluindo às categorias de Melhor Vocal Pop Colaborativo e Melhor Gravação Remixada, Não Clássica nos Grammy Awards de 2009. Obteve grande recepção comercial, liderando as tabelas musicais de 21 países, como Alemanha, Austrália, Canadá e Reino Unido. Nos Estados Unidos, "4 Minutes" atingiu um pico na terceira colocação da Billboard Hot 100, dando a Madonna seu 37.º single a classificar-se entre as dez primeiras posições da tabela, quebrando o recorde anteriormente detido por Elvis Presley. É a música mais vendida digitalmente da cantora no país, acumulando três milhões de unidades.
O vídeo musical correspondente foi dirigido pelo duo francês Jonas & François e lançado em 3 de abril de 2008 na iTunes Store. A gravação apresenta Madonna e Timberlake cantando e fugindo de uma tela preta gigante que devora tudo em seu caminho. No final do vídeo, os dois cantores são consumidos pela tela. O projeto recebeu análises mistas de críticos musicais, que elogiaram a química e a dança entre Madonna e Timberlake mas tiveram opiniões divergentes sobre sua produção e conceito, e foi um sucesso em canais televisivos e portais na Internet, recebendo indicações em diversas premiações. "4 Minutes" foi interpretada por Madonna na turnê promocional Hard Candy Promo Tour e na mundial Sticky & Sweet Tour (2008-09). Nesta última, a canção serviu como a abertura do segmento Rave, onde a cantora usava um equipamento robótico futurista. Durante as performances da canção, Timberlake e Timbaland apareceram nos telões e cantaram suas linhas, com ambos participando pessoalmente de alguns concertos. A obra foi usada nos créditos finais do filme Get Smart (2008) e regravada pelo elenco da série musical Glee no episódio "O Poder de Madonna", feito em homenagem à cantora e que incluiu diversas canções de seu catálogo.

## Antecedentes e desenvolvimento
Nós meio que tivemos sessões psicanalíticas enquanto escrevíamos músicas. Nós sentávamos e começávamos a falar sobre situações. E então começávamos a falar sobre questões, problemas ou relacionamentos com pessoas. Essa era a única maneira, porque escrever canções junto com alguém é muito íntimo. Então, nós tínhamos que encontrar um lugar para começar a falar sobre algo com o qual nos importávamos, assim poderíamos escrever sobre algo com o qual nos importávamos.

—Madonna falando para a revista Interview sobre as sessões de composição de "4 Minutes".
Após concluir as atividades promocionais de seu décimo disco de estúdio, Confessions on a Dance Floor (2005), Madonna queria continuar a gravar músicas dançantes. Quando questionada pelo produtor musical Stuart Price, seu principal parceiro no trabalho anterior, que tipo de música ela gostaria de explorar em seu novo projeto, a cantora respondeu adorar os trabalhos de Justin Timberlake e Timbaland, então decidiu colaborar com eles. Ambos foram alguns dos vários produtores e artistas conhecidos selecionados para trabalhar com Madonna em seu décimo primeiro álbum, em oposição aos seus projetos anteriores, que contaram com parceiros de menor popularidade. Em entrevista para a MTV, ela explicou sua decisão de trabalhar com profissionais mais conhecidos: "Porque eles são bons, e eu gosto dos trabalhos deles. (...) Quero dizer, eu não gosto de me repetir, e eu estava sentada pensando, 'Que tipo de música eu amo nesse momento?' E era o álbum FutureSex/LoveSounds [de Timberlake]. (...) Eu estava o ouvindo obsessivamente".
Para a MTV, Timbaland disse que ele e Timberlake desenvolveram dez canções para Madonna e comparou o material produzido com "Lucky Star", uma das primeiras da artista, a "Ugly", de Bubba Sparxxx, descrevendo o álbum como "'Holiday' com um groove R&B". Das dez faixas elaboradas, cinco fizeram parte do produto final, Hard Candy (2008), nomeadamente "4 Minutes", "Miles Away", "Dance 2Night", "Devil Wouldn't Recognize You" e "Voices". "4 Minutes" foi composta e produzida por Timbaland, Timberlake e Danja e foi uma das últimas a serem produzidas para o disco, tendo recebido o título provisório de "4 Minutes to Save the World". Em entrevista para a mesma emissora, a intérprete disse que o conceito da canção foi discutido através de discussões com Timberlake e explicou mais detalhadamente o significado da faixa:
| “ | Eu não acho que seja importante levá-la muito a sério. Acho que a canção, mais do que tudo, é sobre ter um senso de urgência; sobre como nós [seres humanos], sabe, vivendo numa época essencialmente emprestada e as pessoas estão ficando muito mais conscientes do meio ambiente e como nós estamos destruindo o planeta. Não podemos simplesmente nos distrairmos, temos que nos educar, acordar e fazer algo sobre isso. Sabe, ao mesmo tempo, nós não queremos que isso seja entediante e sério, sem alguma diversão, então é meio tipo, 'Bem, se nós vamos salvar o planeta, será que podemos nos divertir enquanto fazemos isso?'. | ” |

Sobre a colaboração com Timberlake, a cantora comentou para a revista Rolling Stone: "Eu gosto do papo dele ao escrever músicas. Gosto de sua abordagem. Ele é divertido, mas ao mesmo tempo muito profissional". Ele, por sua vez, disse: "Nós viemos juntos dos vales [trabalhando] e terminamos no topo das montanhas". Madonna esclareceu que sua idade não estava relacionada ao senso de urgência refletido na faixa; em vez disso, era apenas algo que ela tinha em mente por um bom tempo e, com "4 Minutes", esse senso infiltrou-se em sua música. Ingrid Sischy, da revista Interview, disse que a canção parecia uma balada para o mundo, contendo "os sons de uma grande banda marcial. É uma gigante canção dançante". Madonna concordou com Sischy e respondeu que a faixa era "um paradoxo divertido, como se estivéssemos dizendo, 'Estamos ficando sem tempo. Pessoal, acordem'", e serviu como uma das inspirações por trás de seu documentário, I Am Because We Are (2008), que trata do sofrimento humano e escassez de alimentos que atinge a nação africana do Malauí, região visitada por Madonna em 2007.

## Gravação e mixagem
As sessões de gravação de "4 Minutes" ocorreram no estúdio Sarm West em Londres, usando uma ferramenta de manipulação de áudio SSL 9080 de 72 canais. Paul Tingen, da revista Sound on Sound, entrevistou o engenheiro de som e mixagem, Demacio "Demo" Catellon, que lembrou não ter participado da primeira sessão de gravação por estar trabalhando em outro projeto, mas conseguiu ir para a sessão seguinte. Cerca de 65% da canção já estava pronta quando Castellon chegou, incluindo sons de bateria e as linhas de teclado, o que fez com que ele gravasse o resto e também realizasse algumas programações, particularmente na introdução e no final. No estúdio Sarm West, Timbaland e Danja usaram as caixas de ritmos Akai MPC3000 e Ensoniq ASR-10, uma workstation Yamaha Motif e sintetizadores para construírem o instrumental de "4 Minutes". Castellon disse: "Havia teclados analógicos dedicados e o resto eram sintetizadores leves. Mas sempre estamos experimentando e usando qualquer equipamento que tiver no estúdio em que trabalhamos. Talvez tenhamos nossas preferências, mas sempre tentamos coisas novas. É por isso que nosso material soa diferente ao de qualquer outro". Ele explicou que o instrumental de "4 Mnutes" foi construído basicamente de latões, sintetizadores e [de fato] foi oque fez a sessão demorar mais do que esperado pois Timbaland e Danja "se orgulham muito ao designarem seus sons". No total, 46 faixas foram usadas em "4 Minutes", sendo 23 para as baterias e outras 23 para a percussão, além de outras 16 faixas estéreo de latões. Toda a sessão incluiu cerca de 100 faixas, com mixagem adicional sendo feita pelos Pro Tools. Na entrevista, Castellon opinou sobre a sua produção e a de Timbaland:
| “ | No caso de '4 Minutes', Tim tinha uma visão de como as coisas aconteceriam desde o início, especialmente sonoramente. Ele é um verdadeiro produtor. Ele não observa apenas a música, ele observa também os sons. Ele também é um ótimo engenheiro e tem um ouvido incrível, e sabe exatamente como encaixar as coisas no espectro estéreo. (...) Quando eu iniciei a sessão de '4 Minutes', havia muita coisa acontecendo e eu já sabia que a parte difícil seria ter certeza de que os vocais passassariam e estariam no lugar certo. Começando por trabalhar nos vocais era a única maneira de conseguir isso. Depois disso, eu formei todas as outras partes ao redor dos vocais. O outro desafio era ter certeza de que tudo na faixa soaria limpo e que você poderia ouvir cada instrumento, cada sílaba, cada respiração. Além disso, eu quase sempre trabalho numa canção em uma linha de tempo linear. É mais fácil, porque quando você termina, você [de fato] termina. Então, eu continuei trabalhando seção após seção, até chegar ao final da faixa, e então sei que toda a mixagem está bastante próxima [ao produto final da gravação]. | ” |

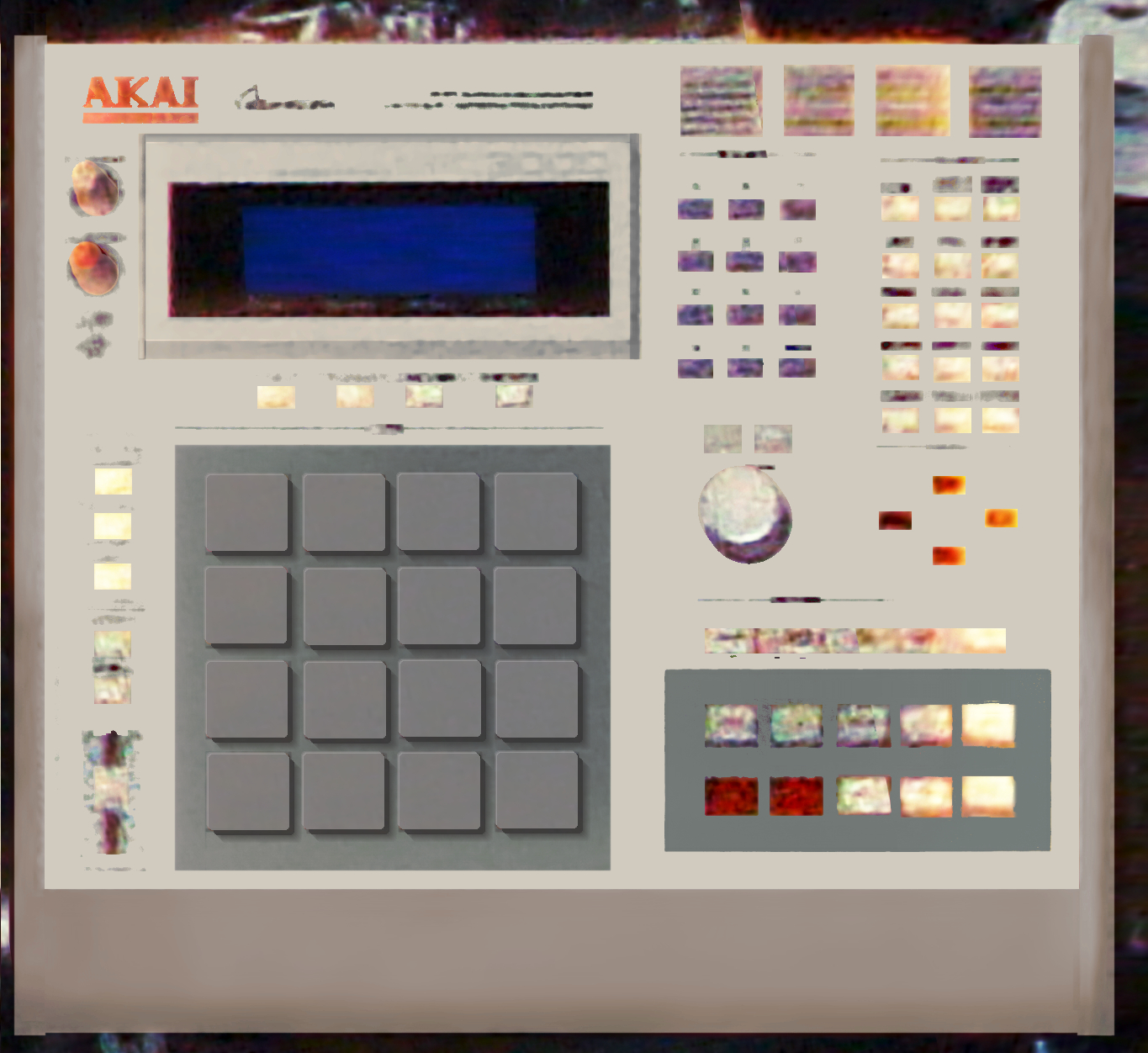
Uma Akai MPC3000 (imagem) foi usada na gravação de "4 Minutes"

Castellon disse que não queria que a automação interna da SSL interferisse na mixagem da música e, em vez disso, a automação veio do Pro Tools, com níveis ajustados usando um controlador CM Labs MotorMix de oito faders. De acordo com ele, o controle se deu "todo através da SSL, na qual realizou a equalização, a compressão e a panning". O processo de mixagem foi realizado no estúdio, The Hit Factory em Miami, Flórida, em uma mesa de 96 canais da série SSL J. Considerando a quantidade de instrumentais gravados, um desafio na mixagem de "4 Minutes" foi, segundo Castellon, "garantir que a música não dominasse os vocais", sobre o que ele explicou: "Eu comecei com os vocais, então adicionei a música, e as baterias vieram por último. Isso é incomum para mim, apesar de eu não ter uma maneira determinada de mixar". Poucos plug-ins digitais foram empregados na mixagem, já que Castellon preferia o som de equipamento externo. Ele tentou completar a canção rapidamente, o que levou um dia. Após dois dias, ele aperfeiçoou a mixagem.
Após a mixagem ser concluída, Castellon começou a trabalhar nos vocais. Ele começou com a introdução de Timbaland, continuou com os de Madonna e terminou com os de Timberlake. Na voz do primeiro, ele usou o equalizador da SSL para reduzir "algumas extremidades inferiores", e determinou níveis de entrada para evitar clipping quando o canto estivesse muito auto. Para Madonna e Timberlake, ele usou um pouco do compressor da SSL, e na voz da cantora aplicou um atraso de oito notas de uma PCM42 Lexicon, uma reverberação da Eventide H3500 para as estrofes e o TC3000 [da TC Electronic] para o refrão. Esses processadores de sinais digitais foram empregados para dar um senso de espaço estereofônico na voz de Madonna. O profissional elogiou a programação de bateria de Timbaland e Danja, mas sentiu que ela era "muito boa às vezes", o que fez que ele "abaixasse as coisas um pouco". Castellon aplicou o plug-in "Renaissance Compressor" da Waves Audio para controlar o nível da bateria. Ele disse, "haviam um som particular da bateria que se chocava com outras faixas, então Tim o substituiu por outra bateria que tinha uma nota e um som muito diferentes". Castellon disse que usar um equalizador Focusrite D2 o permitiu "combinar o som daquela nova bateria com o som das outras baterias". Assim que as baterias e a percussão foram acrescentadas, a gravação e a mixagem de "4 Minutes" foram finalizadas. Castellon concluiu: "Felizmente tudo deu certo no final. Eu acho que a mixagem não teria soado a mesma se eu tivesse trabalhado da maneira oposta, começando com as baterias e trabalhando com os vocais".

## Composição
Musicalmente, "4 Minutes" é uma canção dance-pop de andamento acelerado que contém influências de gêneros urbanos como o hip hop. Sua estrutura incorpora o efeito de uma banda marcial, uma batida estridente e instrumentação de metais tocada em um "riff como [se estivesse] em escala", conforme descrito por Caryn Ganz, da revista Rolling Stone. Outros instrumentos musicais usados incluem sirenes e campanas. Na faixa, Madonna e Timberlake intercalam seus versos um com o outro, com o ritmo ficando próximo a uma batida muito estridente conforme a cantora profere "A estrada para o inferno está pavimentada de boas intenções". O refrão se inicia com Timberlake cantando "Nós temos apenas quatro minutos para salvar o mundo". A faixa continua no mesmo impulso na segunda estrofe e no segundo refrão, com a faixa se aproximando do fim. Neste momento as batidas se diminuem, exceto as batidas bhangra características de Timbaland, os riffs de metais e Madonna cantando "Tique taque" repetidamente, após o qual a obra termina.
De acordo com a partitura publicada no portal Musicnotes.com pela Alfred Publishing, "4 Minutes" foi escrita no tom de sol menor e definida na assinatura de tempo comum, com um ritmo de 115 batidas por minuto e os vocais dos intérpretes abrangendo duas oitavas, entre as notas de fá3 e si♭5. A canção possui uma sequência formada pelas notas ré, sol, dó, fá e si ♭ nas estrofes e mi♭5, ré5 e dó5no refrão como sua progressão harmônica.
As letras da faixa carregam uma mensagem de consciência social, inspirada pela visita de Madonna à África e o sofrimento humano testemunhado por ela no continente. Jon Pareles, do jornal The New York Times, disse que "porém, a canção soa como se quatro minutos fosse o tempo necessário para que uma música seja um sucesso pop garantido ou o tempo preciso para uma rapidinha; na realidade, é a única música de Hard Candy que contém uma mensagem de consciência social". O som de um relógio tocando enfatiza ainda mais esta mensagem. Madonna explicou para a revista New York que a linha "A estrada para o inferno está pavimentada de boas intenções" não se relacionava ao seu trabalho de caridade e, em vez disso, era uma pergunta para si mesma: "Será que eu entendo essa opinião que eu adotei ou esse zeitgeist no qual eu me permiti de estar arrastada? Porque você pode ter as melhores intenções, mas não ter informação suficiente e cometer grandes erros". Sobre o verso "Às vezes eu acho que o que eu preciso é de uma intervenção sua", ela explicou que "sim, quer dizer, [que] às vezes, eu acho que os outros precisam me salvar".

## Lançamento
Trechos da obra foram tocados por Timbaland em seu show no festival Jingle Ball realizado na Filadélfia em 16 de dezembro de 2007, meses antes de seu lançamento oficial, sob o título de "4 Minutes to Save the World". Gravações contendo excertos do concerto foram publicados no Youtube e no site do blogueiro Perez Hilton, sendo rapidamente removidos pela Warner Bros. Records. Originalmente, o single inicial de Hard Candy seria "Candy Shop", parceria com Pharrell Williams, porém a colaboração com Timbaland obteve uma recepção calorosa numa festa de audição realizada por Madonna, o que fez com que ela o selecionasse como o primeiro foco promocional do disco. Com título reduzido para "4 Minutes", a faixa foi confirmada como a primeira música de trabalho do projeto através de um comunicado oficial publicado na página oficial da cantora em 28 de fevereiro de 2008, com lançamento marcado para o final de março. Entretanto, em 2 de março, a faixa foi divulgada antecipadamente por um DJ da rádio francesa FG, com diversos arquivos sendo postados em portais como Youtube e Dailymotion e em sites de compartilhamento de arquivos gratuitos. A Warner Bros. rapidamente retirou as gravações das páginas, divulgando comunicados de direitos autorais.
"4 Minutes" foi lançado em 17 de março de 2008 durante um comercial do shampoo Sunsilk, que retratou os diferentes penteados de Madonna ao longo de sua carreira. Stuart Clarke, editor da Music Week, comentou sobre a decisão de lançar a canção em um anúncio: "Quando você ouve pela primeira vez sobre '4 Minutes' ser usada numa campanha do Sunsik você pensa, 'que brega'. Então, você vê o anúncio e percebe que ideia brilhante é. É tanto um anúncio para ela e sua música quanto para o produto que deve ser vendido. Ninguém mais poderia sair impune disso". No mesmo dia, a canção foi liberada para download digital nos Estados Unidos e um remix intitulado "Timbaland's Mobile Underground Remix" foi disponibilizado na iTunes Store de vários países, como Austrália, Brasil e Japão. Na Alemanha e na França, foi comercializado em CD single e maxi single em 11 e 14 de abril, respectivamente. Para comemorar o lançamento de "4 Minutes", Madonna e a Warner Bros. realizaram uma festa no Raleigh Hotel em South Beach, Miami, Flórida, para cerca de 300 convidados, dentre os quais estavam o designer Richie Rich e a cantora Paulina Rubio, contando também com apresentações dos DJs Tracy Young e Bob Sinclar.
Um CD single foi lançado em 21 de abril de 2008 no Reino Unido contendo a original e um remix de Bob Sinclar. Um maxi single contendo seis produções aprimoradas da composição foi distribuído no México e no Japão em 29 de abril e 6 de maio, respectivamente, enquanto um vinil com a mesma lista de faixas foi distribuído em território estadunidense somente em 17 de junho. No Japão, outras duas versões da faixa foram editadas: um segundo maxi single com a original e seis remixes, em 3 de junho, e um vinil com a edição de rádio e três novas vertentes, em 17 do mesmo mês. Um EP contendo nove produções aprimoradas da obra foi distribuído em diversos países em 11 de agosto de 2009. Como parte da divulgação global de Hard Candy, um remix de "4 Minutes" foi disponibilizado em celulares da Verizon Wireless nos Estados Unidos e em aparelhos da Vodafone em outros países. Uma tiragem limitada dos aparelhos Sony Walkman W760, W580 e W980, da linha Sony Ericsson, contendo "4 Minutes" e outras três músicas do álbum, além de quatro papéis de parede com fotos de Madonna, foram disponibilizados em 27 países da América Latina e Europa. Em sete países europeus, uma edição limitada do Sony Ericsson W890 Walkman foi lançada com um remix de "4 Minutes" na memória e um voucher para download do disco.

## Recepção

### Crítica profissional
| Críticas profissionais | Críticas profissionais |
| Avaliações da crítica  | Avaliações da crítica  |
| Fonte                  | Avaliação              |
| ---------------------- | ---------------------- |
| Digital Spy            | 4 de 5 estrelas.       |

Caryn Ganz, da revista Rolling Stone, descreveu "4 Minutes" como uma "faixa alta, ativa e energética" e comentou que Timberlake fez "sua melhor imitação de Michael Jackson". Avaliando o álbum Hard Candy, o resenhista escreveu que Madonna "sequer é a estrela" da canção, com a produção de Timblanad e Danja e a participação de Timbaland se sobressaindo. Chuck Taylor, da revista Billboard, disse que, com a faixa, Madonna "está prevista para conquistar seu primeiro top 10 desde 'Hung Up' de 2005. (...) Há muita coisa acontecendo na faixa dançante e ativa (...) mas o refrão intercalado entre Madge e Justin de 'Nós temos apenas quatro minutos para salvar o mundo' é cativante o suficiente para vender a música". Ele acrescentou que a obra "se qualifica como uma música eventual entre os superpoderosos [Madonna e Timberlake] que não apenas compartilham o mesmo faturamento, mas soam excelentes juntos". Mark Savage, da BBC, descreveu o som da obra como "tão futurista que poderia realmente ter sido irradiada do fim do mundo". Numa resenha positiva do disco, seu colega Tom Young avaliou que "somente o gancho vocal de Madonna e Timberlake em '4 Minutes' é digno da taxa de download". Andy Gill, jornalista do jornal on-line britânico The Independent, considerou "4 Minutes" um dos destaques do disco, notando que "a banda marcial de Mardi Gras batendo com força" é uma das "ofertas mais ambiciosas" do álbum. Joey Guerra, do diário Houston Chronicle, comparou a faixa com trabalhos da canadense Nelly Furtado, e sentiu que a composição era "uma oferta para reprodução na rádio". Solvej Schou, do jornal Globe Gazette, escolheu "4 Minutes" como uma das melhores de Hard Candy e elogiou a produção de Timbaland e os vocais dele intercalados com os de Madonna, argumentando que um complementa o outro agradavelmente. Em sua avaliação para o Los Angeles Times, Ann Powers descreveu a obra como "irresistível e absurda".

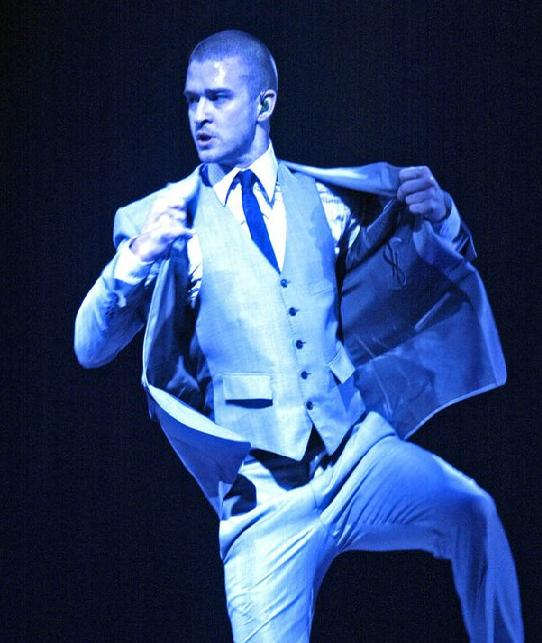
Os críticos musicais tiveram opiniões divergentes sobre a participação de Timberlake; alguns elogiaram sua química com Madonna, enquanto outros consideraram que ele obteve maior destaque na música

Todd Girlchrist, da página IGN, adjetivou "4 Minutes" como "seriamente boa" e a elegeu como um dos destaques do disco. Dando quatro de cinco estrelas para a composição, Nick Levine, do portal britânico Digital Spy, elogiou a produção da faixa e a química entre Madonna e Timberlake, descrevendo-a como uma "obra de arte pop urbana", mas achou que Madonna estava seguindo o estilo pop adotado na época, e que a música poderia ter feito parte de um dos álbuns de Nelly Furtado e Gwen Stefani. Numa resenha ao disco, Levine considerou que "apesar de [ter] um groove animador e cheio de metais e algumas brincadeiras vocais puras entre Madonna e Justin Timberlake (...) [a faixa] carece de brilho entre os melhores lançamentos predecessores da cantora: 'Like a Prayer', 'Music' e 'Hung Up'". Para Sal Cinquemani, da revista Slant, a canção é um "anúncio para o resto do álbum". Analisando o single, o editor elogiou a química entre Madonna e Timberlake e sua produção, mas considerou que sem o riff de metais "colossal e ridiculosamente infeccioso" seria "nada além de uma aglomeração agitada de clichês duvidosos, vocais medíocres e as batidas de banda marcial e a brincadeira irritante [de] 'ick-y ick-y' de Timbaland já ouvidas anteriormente". Chris Williams, da revista Entertainment Weekly, definiu a faixa como um "dueto flertante". Ben Thompson, resenhista do The Observer, escreveu que a música transmite a sensação "de que todos os envolvidos estão seguindo os movimentos [da vida] — sem esforço, às vezes de maneira brilhante". Escrevendo para o The Washington Post, J. Freedom du Lac prezou a obra for ser agitada e com fortes metais, comentando: "Impulsionada por uma batida de banda marcial detonadora (...) é uma das coisas mais emocionantes feitas por Madonna nessa década". Bruno Porto, da Folha de S. Paulo, escreveu que a canção é um dos momentos do álbum em que "os produtores acertam e Madonna erra". Tino Monetti, do mesmo jornal, a considerou um dos destaques do disco. Jaime Gill, do Yahoo! Music, descreveu-a como "titânica".
Stephen Thomas Erlewine, do portal Allmusic, considerou "4 Minutes" um dos destaques de Hard Candy, elogiando seu gancho melódico e rítmico, porém opinou que Madonna foi ofuscada pela produção de Timbaland. Joan Anderman, do jornal The Boston Globe, acreditou que a canção seria "líder das paradas por seu puro poder estrelar bem como fascínio musical instantâneo, e às vésperas do 50.º aniversário de Madonna (...) '4 Minutes' parece muito como se a ícone não evitasse se auto presentear". Entretanto, ela notou que "a mudança na estrutura de liderança [está] mais do que evidente [na faixa], onde Madonna soa como uma artista convidada tentando acompanhar os golpes colossais de Timbaland e a melodia ágil de Timberlake". Em resenha ao álbum para o portal PopMatters, Thomas Hausner elogiou a produção da faixa por encaixar Madonna ao hip pop contemporâneo e seus colaboradores por "guiá-la com sucesso nas nuances" do gênero, prezando também o gancho "insaciável" de Timberlake e os sintetizadores "corpulentos" de Timbaland, mas achou que a cantora foi ofuscada por seus parceiros. Alan Raible, do periódico ABC News, escreveu que apesar da onipresença e do potencial de sucesso que a canção tinha, ela era ofuscada pela presença de Timberlake. Escrevendo para o portal Drowned in Sound, Tony Robert Whyte achou que a faixa era uma das "menos ofensivas" em Hard Candy e a definiu como "uma oferta refrescante [e] barata que não explora demais seu vocalista convidado (Timberlake) na medida em que ele domina". Para Andy Battaglia, do jornal The A.V. Club, Madonna é a artista de menos destaque em "4 Minutes", sendo ofuscada por "um Timberlake ansioso para agradar e uma batida de banda marcial distorcida de Timbaland". Tom Ewing, do site Pitchfork Media, deu uma análise mista para "4 Minutes", elogiando sua produção e criticando o fato de Madonna parecer uma artista convidada ao invés da principal. Michael Hoffman, da página Consequence of Sound, deu uma crítica negativa à canção, considerando-a uma das mais fracas do álbum e dizendo: "[Ela] é tão confusa com loops, ganchos e batidas que nem mesmo precisa mais ser uma música de Madonna". Rafael Sartori, do Território da Música, escreveu que "4 Minutes" é um exemplo do "pop meio sem identidade e calcado em clichês" de Hard Candy.

### Reconhecimento
A revista Rolling Stone escolheu "4 Minutes" como a 34.ª melhor canção de Madonna em uma lista com 50, com um editor escrevendo: "A cantora focou-se em aumentar a consciência pelas crianças no Malauí (...) o resultado: uma faixa que é metade protesto, metade festa". Escrevendo para o blog HuffPost, Matthew Jacobs selecionou a obra como o 28.º melhor single da cantora, avaliando que "os esforços [de Madonna, Timberlake e Timbaland] em 'salvar o mundo' resulta num hino dançante infeccioso". Louis Virtel, da publicação online NewNowNext, posicionou a música no número 97 em seu catálogo com as cem melhores da intérprete, escrevendo: "Enquanto Madonna aproveitou duetos com parceiros mais adequados, sua colaboração com Justin Timberlake produziu esse batedor e compressado percursor ao armagedom". Joe Lynch, em texto para a rede Fuse TV, elegeu a composição uma das 55 melhores da artista. Nathan Smith, jornalista do Houston Press, considerou o tema o terceiro melhor lançado pela artista no século XXI, escrevendo: "Madonna nunca é ofuscada [aqui], mas está mais do que igualada em carisma vocal e poder estelar de Justin Timberlake". Leitores do Digital Spy o elegeram o décimo melhor lançamento de Madonna.
"4 Minutes" foi indicada a "Melhor Ringtone Musical" nos Los Premios MTV Latinoamérica de 2008, perdendo a categoria. Venceu o troféu de "Gravação do Ano" do gênero inglês nos Premios Oye! do mesmo período. A faixa recebeu indicações em duas categorias dos Grammy Awards de 2009: "Melhor Vocal Pop Colaborativo" e "Melhor Gravação Remixada, Não Clássica", esta última pelo remix feito pelo DJ Junkie XL, porém não venceu nenhuma. No mesmo ano, recebeu uma indicação a "Melhor Faixa Pop Dance" nos International Dance Music Awards e "Forças Combinadas Favorita" nos People's Choice Awards, novamente sem sucesso.

## Vídeo musical

### Desenvolvimento
O vídeo musical de "4 Minutes" foi dirigido pela dupla francesa Jonas & François, formada por Jonas Euvremer e François Rousselet, e filmado nos últimos dias de janeiro de 2008 no Black Island Studios em Londres. Foi produzido por Greg Panteix, com a Soixan7e Quin5e, a Black Dog Films e a Semtex Films também participando do processo. A coreografia foi elaborada por Jamie King, que trabalhou como diretor criativo nas três turnês anteriores de Madonna, Drowned World Tour (2001), Re-Invention Tour (2004) e Confessions Tour (2006) e também dirigiu o vídeo musical de seu single, "Sorry". Hamutsun Serve, uma dupla japonesa de dança, constituída por Riki "Rikicchio" Onodera e Yuki "Da-Yoshi" Yoshida, também fizeram uma participação na obra. Outros profissionais que contribuíram para o vídeo incluem Daniel Landin na cinematografia, Danny Tull na edição, Alison Dominitz no design de produção, Katie MacGregon na direção artística e Guy Oseary na fotografia e na gestão.
Antes do lançamento do trabalho, Caryn Ganz, da Rolling Stone, disse que no vídeo Madonna e Timberlake agem como se fossem "super heróis" enquanto desviam de diversos obstáculos. Inspirações em sci-fi e hip hop no vídeo foram notadas por alguns críticos. Na gravação, a cantora usou um espartilho de cor creme e botas pretas reluzentes, com seu cabelo estando ondulado e loiro platinado, enquanto Timberlake usou principalmente jeans e um cachecol ao redor de seu pescoço. A maquiagem e o cabelo de Madonna foram tratados por Gina Brooke e Andy LeCompte, respectivamente, enquanto B. Åkerlund cuidou dos figurinos. Sobre a ideia por trás do vídeo, Madonna disse ter sido "conceitualística", explicando que o trabalho foi filmado como um desfile: "É um movimento, e queremos levar todo mundo conosco". Em relação à ideia de uma tela preta devorando tudo, a cantora disse:
| “ | Nenhum de nós entendeu [o conceito da tela preta]. Apenas foi, sabe. Nós basicamente demos a música para os dois diretores franceses e eles vieram com o único conceito que eu achei interessante, com esse tipo de linha gráfica preta amorfa devorando o mundo lentamente. Eu apenas gostei disso como um conceito. | ” |

### Lançamento e sinopse

Captura de três cenas do vídeo musical de "4 Minutes". Na segunda, Madonna e Timberlake são vistos juntos fazendo passos coreografados. Na terceira, ambos aparecem se beijando.

Um trecho de 16 segundos do vídeo musical foi liberado na iTunes Store em 3 de abril de 2008, onde ficou disponível por 48 horas. A gravação apresenta Madonna e Timberlake dançando na frente de um grande relógio digital. O produto estava previsto para ser lançado no dia seguinte na mesma loja, porém acabou sendo divulgado ilegalmente no site do blogueiro Perez Hilton ainda no dia 3, de onde foi rapidamente removido do portal. Com a divulgação ilegal, o vídeo acabou sendo lançado em 3 de abril em 2008 no iTunes de diversos países, como Canadá, Estados Unidos e Nova Zelândia. Dois dias depois, foi lançado no canal de Madonna no Youtube, sendo divulgado no portal da MTV e no programa MTV Hits em 6 de abril, e no dia 8 de abril no Total Request Live. O trabalho foi também disponibilizado juntamente com Hard Candy diretamente na memória de uma tiragem limitada dos celulares Samsung F400 na França, lançada em junho daquele ano, além de ter sido incluído no DVD duplo, Celebration: The Video Collection (2009), que reúne vídeos musicais de toda a carreira da cantora, e na edição deluxe digital da coletânea, Celebration, na qual foram inclusos 30 dos vídeos de seu catálogo.
O vídeo utiliza foco leve e iluminação suave, bem como capturas aerográficas em Madonna. Com duração superior a quatro minutos, a trama se inicia com Timbaland cantando a linha de abertura na frente de um cronômetro gigante, que começa a contar a partir de quatro minutos. Conforme ele canta, uma tela preta de padrão geométrico surge e engole todos os aparelhos musicais presentes. Depois de Timbaland terminar suas partes, Madonna é vista empurrando um carro na frente da tela preta; em seguida, os dois entram em uma casa e saem do local após encontrarem a tela preta lá, que começa a devorar as mãos e as pernas dos habitantes da casa, exibindo suas partes interiores. Após diversas tomadas exibindo Madonna e Timberlake pulando em carros para escaparem da tela, eles vão para um supermercado. A tela os segue, consumindo as longas filas e as pessoas ali presentes. Quando o segundo refrão começa, os cantores chegam na frente do cronômetro onde Timbaland estava cantando. Depois de praticarem passos coreografados, Madonna executa um arco para trás quando o cronômetro zera. O último "Tique taque, tique taque" é ouvido, e os cantores dançam de novo em um grande palco; a tela preta se aproxima de ambos os lados. O vídeo termina com Madonna e Timberlake se beijando, e a tela preta os devorando. Os ossos e as costelas de Timberlake, e as bochechas da cantora são vistos na última tomada.

### Recepção

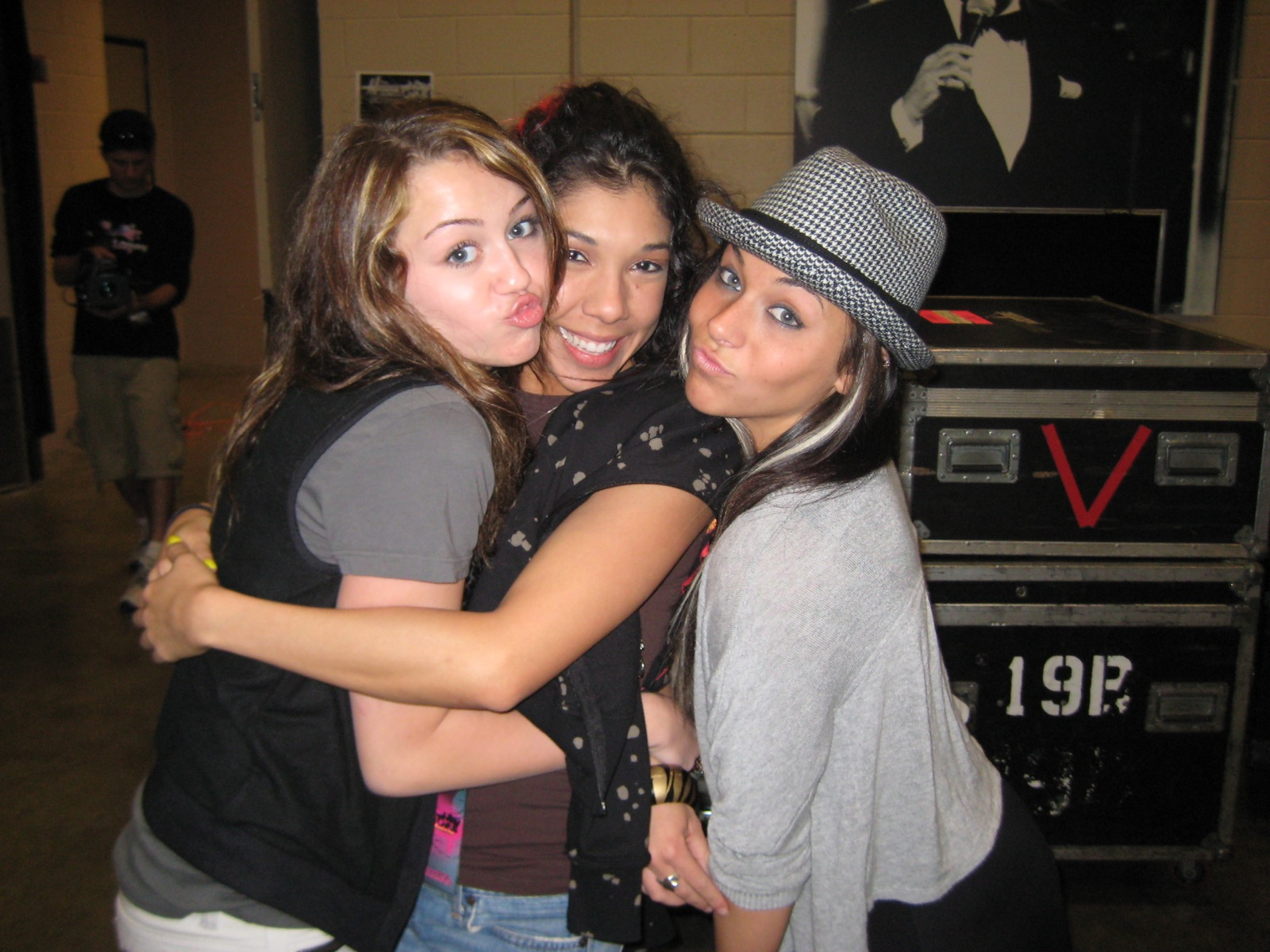
Um vídeo feito pela cantora Miley Cyrus (esquerda) dançando ao som de "4 Minutes" com Mandy Jiroux (direita), sua dançarina de apoio na Best of Both Worlds Tour, tornou-se viral e recebeu uma resposta da própria Madonna.

Madonna disse que o vídeo era como "balas de goma [e] bombons", referindo-se ao tema de doces de Hard Candy. Virginia Hefferman, do diário The New York Times, chamou o trabalho de "disparador de corações", e comparou seu momento com o de "Thriller", "In the Air Tonight" e "Shadows of the Night". Contudo, Eric Wilson, do mesmo jornal, comentou que o vídeo não tinha um grande estilo de Madonna e comparou-o com seus projetos dos anos 1980. Tino Monetti, da Folha de S. Paulo, elogiou o vídeo, selecionando como destaques o cronômetro gigante e a cena na qual Madonna e Timberlake dançam no supermercado. Escrevendo para a MTV, Sarah Muller foi positiva em revisão, avaliando: "Como a maioria de seus vídeos, Madge entrega o que os seus fãs esperam: espartilhos justos, dança de traseiros e uma música que é difícil de tirar da sua cabeça". Numa análise mista, um editor do portal Idolator elogiou a dança entre dois cantores mas criticou a participação de Timbaland e o fato de a cantora ter ido de "colagista de subculturas boêmias" a estar "totalmente bem em copiar ideias de Jamiroquai".
Anna Pickard, do The Guardian, teve uma resposta mista sobre a gravação, elogiando as imagens de Madonna e Timberlake, e a química e a coreografia entre os cantores, mas criticou seu conceito e sua produção. Sal Cinquemani, da Slant, deu uma crítica ambivalente ao produto, elogiando a aparência de Madonna e seus passos de dança, mas criticou seu "pouco" conceito. A cantora Miley Cyrus criou sua própria versão do vídeo e a divulgou em seu canal no YouTube; a gravação a mostrou ao lado de Mandy Jiroux, sua dançarina de apoio na Best of Both Worlds Tour, realizando uma rotina de dança coreografada ao som de "4 Minutes". O vídeo tornou-se viral, atingindo um milhão de visualizações dentro de cinco dias, e recebeu uma resposta de Madonna em sua conta no serviço, que comentou: "Todos vocês fazendo vídeos do meu novo single, '4 Minutes', continuem com o bom trabalho, ótimo trabalho".
O vídeo mostrou-se ser um sucesso nos canais televisivos, liderando a lista dos mais pedidos no Total Request Live em 16 de abril de 2008 e sendo o segundo mais visto na Fuse TV em 18 de abril de 2008, atrás de "Nine in the Afternoon", de Panic! At the Disco, e na MTV em 2 de maio, atrás de "Mercy", de Duffy. No VH1, atingiu o topo dos mais vistos em 17 de maio; na mesma semana, atingiu a primeira posição da parada Hot Videoclips, da Billboard, que mede a audiência dos vídeos musicais em diversos canais nos Estados Unidos. Em outros canais, atingiu a sexta posição do canadense MuchMusic e a oitava no BET. Obteve sucesso semelhante na Internet, convertendo-se no mais visto do portal Yahoo! com 149,534 reproduções na semana de 25 de abril de 2008, e o terceiro mais vistisualizado no AOL com 26,986 reproduções. Em 2008, o vídeo foi indicado na categoria de "Melhor Vídeo Dançante" nos MTV Video Music Awards de 2008, "Melhor Vídeo" nos MTV Europe Music Awards de 2008 e "Melhor Vídeo de um Artista Internacional" nos MuchMusic Video Awards, porém não obteve sucesso em nenhuma das cerimônias. No ano seguinte, recebeu uma indicação a "Melhor Filme" nos MTV Australia Awards e "Melhor Vídeo de um Filme" nos MTV Video Music Awards Japan, perdendo novamente.

## Apresentações ao vivo

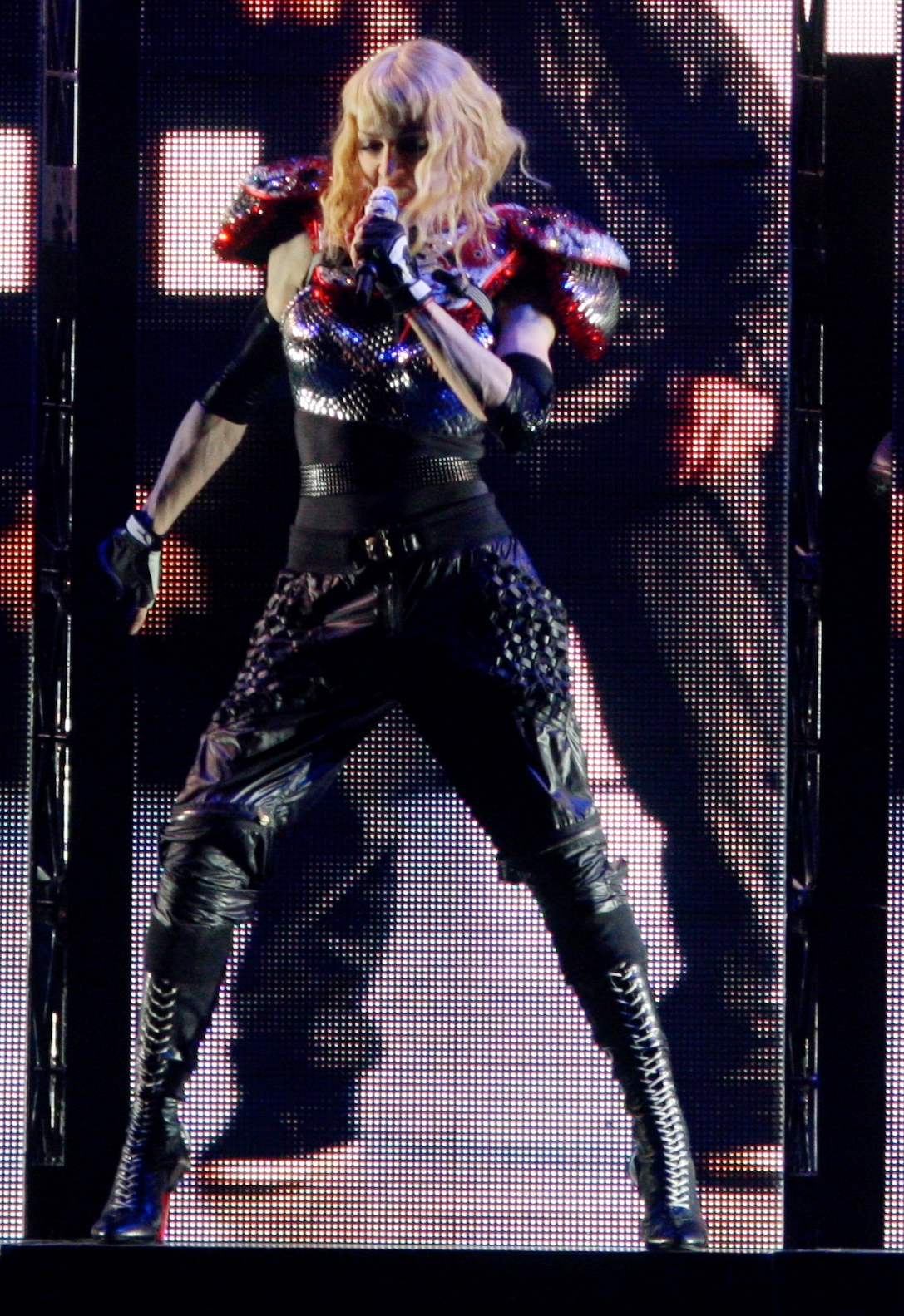
Madonna apresentando "4 Minutes" na Sticky & Sweet Tour.

"4 Minutes" foi incluída como a terceira canção do repertório da Hard Candy Promo Tour, turnê promocional de Hard Candy que contou com três apresentações, realizadas em Nova Iorque, Paris e Maidstone. Nos concertos, Madonna usou uma roupa preta brilhante com caudas de mesma cor, calças de trilha da Adidas e botas de salto alto amarradas. Justin Timberlake participou da apresentação realizada em 30 de abril de 2008 no Roseland Ballroom em Nova Iorque, vestindo uma jaqueta branca e um cachecol preto. Conforme Timbaland aparecia nas telas de vídeo, a batida da faixa começava. As quatro telas, localizadas ao lado do palco, começavam a se deslizar e giravam para revelar Justin Timberlake atrás de uma e Madonna atrás de outra. Eles apresentaram a obra com uma coreografia similar a do vídeo musical. Ao longo da performance, um cronômetro gigante era mostrado nas telas, também semelhante ao do vídeo.
Avaliando o concerto realizado em Nova Iorque, Chris Harris, da MTV, comentou que a interpretação de "4 Minutes" "foi o destaque da noite, e o valor de produção da performance era do tamanho de arenas". Para Ben Sisaro, do The New York Times, a participação do cantor na apresentação foi "outro grande trunfo" com Madonna sendo o destaque da coreografia entre eles. O show realizado no Roseland Ballroom foi transmitido ao vivo na Internet através do MSN, em parceria com a Control Room e a Live Nation, e em celulares da Verizon e da Vodafone, sendo exibido internacionalmente em 15 de março de 2008.
Durante a performance de "4 Minutes" na Sticky & Sweet Tour (2008-09), Madonna usou um figurino robótico futurista, desenhado pela Heatherette. Ela o acoplou com placas metálicas nos ombros, e usou uma peruca de longos cabelos ondulados. A cantora e seus dançarinos surgiram de trás dos cenários, com vídeos de Timbaland e Timberlake proferindo suas linhas sendo exibidos. Um aparente dueto entre Madonna e Timberlake seguia, com ele cantando e dançando suas partes nas telas. O intérprete apareceu pessoalmente no show realizado em 6 de novembro de 2008 no Dodger Stadium em Los Angeles, usando uma jaqueta e um cachecol de cor preta; Britney Spears também participou do mesmo concerto, na performance de "Human Nature". Madonna e ele apresentaram "4 Minutes" em uma coreografia semelhante à da turnê promocional. Timbaland cantou suas partes da faixa pessoalmente no concerto realizado em 26 de novembro de 2008 no Dolphin Stadium em Miami. A faixa foi também usada em mashups nas apresentações de "Vogue" e "Hung Up" da digressão.
Avaliando o primeiro show da turnê, realizado no Millennium Stadium em Cardiff, Adam Thrill, do Daily Mail, descreveu a performance de "4 Minutes" como "ousada". Em análise do concerto feito no Estádio do Morumbi em São Paulo, um editor do G1, considerou a participação virtual de Timberlake e Timbaland como um dos destaques da apresentação, acrescentando que "Madonna conta com o melhor da tecnologia para fazer com que seus convidados pareçam estar ali realmente". A apresentação da canção foi incluída no álbum ao vivo homônimo da turnê, gravado nos quatro shows realizados em dezembro de 2008 no Estádio River Plate em Buenos Aires, Argentina. Em 27 de julho de 2017, Madonna fez uma aparição surpresa no baile anual de Leonardo DiCaprio para angariar fundos, que ocorreu em Saint-Tropez, França, e interpretou "4 Minutes", junto com "Ghosttown", "Ray of Light", "Open Your Heart" e "La isla bonita", usando um terno verde com penas.

## Regravações e uso na mídia
"4 Minutes" foi regravada pelo elenco da série musical Glee no episódio "O Poder de Madonna", transmitido em 20 de abril de 2010 e que serviu como um tributo à Madonna, incluindo várias composições de sua discografia. O personagem Kurt Hummel, interpretado por Chris Colfer, cantou as partes da cantora, enquanto Mercedes Jones, vivida por Amber Riley, interpretou as de Timberlake. No episódio, a faixa foi apresentada durante uma rotina do grupo de líder de torcida da escola, acompanhada pela banda estudantil. A música foi posteriormente incluída no EP Glee: The Music, The Power of Madonna, que reuniu todas as obras interpretadas na ocasião. Nick Levine, do Digital Spy, considerou-a o momento "mais divertido" do trabalho, enquanto David Hiltbrand, do Star Tribune, avaliou que esta e "Like a Virgin" soaram "super produzidas e melodramáticas". Mikael Wood, da Entertainment Weekly, ficou inicialmente preocupado com a inclusão da faixa no produto, mas concluiu que "Kurt e Mercedes arrasaram" na regravação. A versão de Glee entrou na 55.ª posição da parada de canções digitais na semana de 8 de maio de 2010, entrando também nos números 89 da Billboard Hot 100, 70 na parada canadense e 42 na britânica. "4 Minutes" foi usada numa cena e nos créditos finais do filme Get Smart (2008).

## Faixas e formatos
Dois downloads digitais de "4 Minutes" foram lançados, um contendo a versão do álbum e outro com o "Timbaland's Mobile Underground Remix". O CD single europeu apresenta a versão do álbum e um remix de Bob Sinclar, assim como o maxi single da mesma região, que inclui também uma produção feita por Junkie XL. Um maxi single lançado nos Estados Unidos, no México e no Japão e o vinil estadunidense apresentam seis produções aprimoradas da faixa, enquanto o vinil do segundo país inclui a edição de rádio da música e outras três vertentes. Um segundo maxi single japonês contém a original e sete novas versões, e um extended play (EP) digital apresenta nove edições aprimoradas.
| Download digital |                                                 |         |  |
| N.º              | Título                                          | Duração |  |
| 1.               | "4 Minutes" (com Justin Timberlake e Timbaland) | 4:04    |  |

| Download digital (Timbaland's Mobile Underground Remix) |                                                                                        |         |  |
| N.º                                                     | Título                                                                                 | Duração |  |
| 1.                                                      | "4 Minutes" (com Justin Timberlake e Timbaland) (Timbaland's Mobile Underground Remix) | 3:21    |  |

| CD single europeu |                                                                                |         |  |
| N.º               | Título                                                                         | Duração |  |
| 1.                | "4 Minutes" (com Justin Timberlake e Timbaland)                                | 4:04    |  |
| 2.                | "4 Minutes" (com Justin Timberlake e Timbaland) (Bob Sinclar Space Funk Remix) | 5:39    |  |

| Maxi single europeu |                                                                                |         |  |
| N.º                 | Título                                                                         | Duração |  |
| 1.                  | "4 Minutes" (com Justin Timberlake e Timbaland)                                | 4:04    |  |
| 2.                  | "4 Minutes" (com Justin Timberlake e Timbaland) (Bob Sinclar Space Funk Remix) | 5:39    |  |
| 3.                  | "4 Minutes" (com Justin Timberlake e Timbaland) (Junkie XL Remix)              | 6:16    |  |

| Vinil japonês |                                                                                     |         |  |
| N.º           | Título                                                                              | Duração |  |
| 1.            | "4 Minutes" (com Justin Timberlake e Timbaland) (Radio Edit)                        | 3:10    |  |
| 2.            | "4 Minutes" (com Justin Timberlake e Timbaland) (Bob Sinclar Space Funk Remix Edit) | 4:57    |  |
| 3.            | "4 Minutes" (com Justin Timberlake e Timbaland) (Junkie XL Remix Edit)              | 4:39    |  |
| 4.            | "4 Minutes" (com Justin Timberlake) (Tracy Young House Radio)                       | 3:33    |  |

| Maxi single estadunidense, mexicano e japonês (edição 1)/Vinil estadunidense |                                                                                |         |  |
| N.º                                                                          | Título                                                                         | Duração |  |
| 1.                                                                           | "4 Minutes" (com Justin Timberlake e Timbaland) (Bob Sinclar Space Funk Remix) | 5:39    |  |
| 2.                                                                           | "4 Minutes" (com Justin Timberlake e Timbaland) (Junkie XL Remix)              | 6:16    |  |
| 3.                                                                           | "4 Minutes" (com Justin Timberlake e Timbaland) (Tracy Young House Mix)        | 7:55    |  |
| 4.                                                                           | "4 Minutes" (com Justin Timberlake e Timbaland) (Peter Saves Paris Remix)      | 8:52    |  |
| 5.                                                                           | "4 Minutes" (com Justin Timberlake e Timbaland) (Rebirth Remix)                | 7:57    |  |
| 6.                                                                           | "4 Minutes" (com Justin Timberlake e Timbaland) (Junkie XL Dirty Dub)          | 4:52    |  |

| Maxi single japonês (edição 2) |                                                                                |         |  |
| N.º                            | Título                                                                         | Duração |  |
| 1.                             | "4 Minutes" (com Justin Timberlake e Timbaland) (Bob Sinclar Space Funk Remix) | 5:39    |  |
| 2.                             | "4 Minutes" (com Justin Timberlake e Timbaland) (Peter Saves Paris Remix)      | 8:52    |  |
| 3.                             | "4 Minutes" (com Justin Timberlake e Timbaland) (Tracy Young House Mix)        | 7:55    |  |
| 4.                             | "4 Minutes" (com Justin Timberlake e Timbaland) (Junkie XL Dirty Dub)          | 4:52    |  |
| 5.                             | "4 Minutes" (com Justin Timberlake e Timbaland)                                | 4:04    |  |
| 6.                             | "4 Minutes" (com Justin Timberlake e Timbaland) (Rebirth Remix)                | 7:57    |  |
| 7.                             | "4 Minutes" (com Justin Timberlake e Timbaland) (Junkie XL Remix)              | 6:16    |  |

| Extended play (EP) digital |                                                                                |         |  |
| N.º                        | Título                                                                         | Duração |  |
| 1.                         | "4 Minutes" (com Justin Timberlake e Timbaland)                                | 4:06    |  |
| 2.                         | "4 Minutes" (com Justin Timberlake e Timbaland) (Bob Sinclar Space Funk Remix) | 5:39    |  |
| 3.                         | "4 Minutes" (com Justin Timberlake e Timbaland) (Junkie XL Dirty Dub)          | 4:52    |  |
| 4.                         | "4 Minutes" (com Justin Timberlake e Timbaland) (Junkie XL Remix)              | 6:13    |  |
| 5.                         | "4 Minutes" (com Justin Timberlake e Timbaland) (Peter Saves London Remix)     | 8:09    |  |
| 6.                         | "4 Minutes" (com Justin Timberlake e Timbaland) (Peter Saves New York)         | 10:52   |  |
| 7.                         | "4 Minutes" (com Justin Timberlake e Timbaland) Peter Saves Paris Mix)         | 8:52    |  |
| 8.                         | "4 Minutes" (com Justin Timberlake e Timbaland) (Rebirth Remix)                | 7:55    |  |
| 9.                         | "4 Minutes" (com Justin Timberlake e Timbaland) (Tracy Young's House Mix)      | 7:54    |  |

## Créditos
Todo o processo de elaboração de "4 Minutes" atribui os seguintes créditos:

### Canção
Gravação
- Gravada em 2007 nos Sarm West Studios (Londres)
- Mixada nos The Hit Factory (Miami, Flórida)
- Masterizada nos Sterling Sound Studios (Nova Iorque)

Publicação
- Publicada pelas empresas Webo Girl Publishing, Inc. (ASCAP) — administrada pela WB Music Corp. (ASCAP) —, Tennman Tunes — administrada pela Universal Music Publishing Group —, Z Tunes LLC (ASCAP) em nome da Justin Timberlake/A.B.M. Music Corp. (SESAC) e Danjahandz Muzik (SESAC) — administrada pela W.B.M. Music Corp. (ASCAP)
- A participação de Justin Timberlake é uma cortesia da Jive Records
- A participação de Timbaland é uma cortesia da Blackground Records

Produção
| - Madonna: composição, vocalista principal, vocalista de apoio - Justin Timberlake: composição, produção, vocalista participante - Timbaland: composição, produção, vocalista participante, baterias, gravação - Danja: composição, produção, teclados - Demacio "Demo" Castellon: programação, mixagem, scratching - Marcella "Ms. Lago" Araica: mixagem, scratching | - Julian Vasquez: assistência de engenharia - Vadim Chislov: assistência de engenharia - Graham Archer: assistência de engenharia - Fareed Salamah: assistência de engenharia - Chris Gehringer: masterização |

### Vídeo
| - Filmado nos Black Island Studios em Londres - Dirigido por Jonas & François - Participação especial de Hamutsun Serve - Black Dog Films: empresa de produção - Soixan7e Quin5e: empresa de produção - Semtex Films: empresa de produção - Greg Panteix: produção - Daniel Landin: cinematografia | - Danny Tull: edição - Jamie King: coreografia - Alison Dominitz: produção de design - Katie MacGregor: direção artística - Gina Brooke: maquiagem - Andy LeCompte: cabelo - Guy Oseary: fotografia, gestão - B. Åkerlund: figurino |

## Desempenho comercial

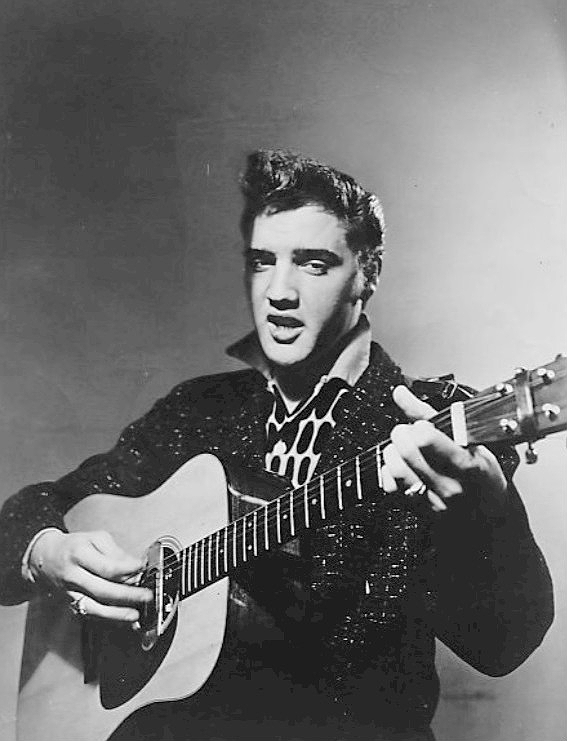
Com "4 Minutes" conquistando o 3º lugar na Billboard Hot 100, Madonna conseguiu sua 37º entrada, igualando-se a Elvis Presley (foto) entre os artistas com mais canções a atingir os dez primeiros postos do compilado.

Comercialmente, "4 Minutes" obteve um desempenho bastante positivo, culminando nas tabelas musicais de 21 países, e vendendo cinco milhões de unidades, sendo um dos singles mais adquiridos de todos os tempos. Nos Estados Unidos, debutou no número 78 da Billboard Hot 100, da edição referente a 5 de abril de 2008, com base exclusivamente em transmissões de rádio. Na semana seguinte, subiu sessenta e cinco posições, movendo-se para o 3º lugar. Esse salto foi impulsionado pelas vendas digitais ocorridas na primeira semana de lançamento, que totalizaram 216 mil compras. Tornou-se o primeiro tema de Madonna a conseguir atingir as dez primeiras posições desde o anterior, "Hung Up" (2005), bem como sua 37ª entrada na tabela, igualando-a a Elvis Presley como o artista com o maior número de canções entre as dez melhores colocações. Marcou a melhor posição de um single de Madonna desde "Music", que alcançou a primeira colocação em 2000. Ele também foi o nono lançamento de Timberlake a se estabelecer entre os dez primeiros. Em outras tabelas estadunidenses, culminou no Hot Dance Club Play e Hot Dance Airplay, além de alcançar o 2º lugar no Pop 100. A Recording Industry Association of America (RIAA) certificou-a duas vezes com platina, denotando vendas digitais superiores a dois milhões de unidades. Foi a décima música mais baixada nos Estados Unidos em 2008, de acordo com a Nielsen SoundScan. No Canadá, estreou na 27ª colocação da Canadian Hot 100 durante a semana de 5 de abril de 2008, vindo a assumir a liderança na edição seguinte. "4 Minutes" foi eleita a quinta música mais comprada digitalmente no país em 2008, com vendas superiores a 143 mil unidades, e posicionou-se em quarto lugar entre as cem canções mais exitosas do ano.
"4 Minutes" estreou na terceira posição da tabela ARIA Charts e moveu-se para o topo duas semanas depois, onde permaneceu por três semanas consecutivas. Mais tarde, recebeu um certificado de platina concedido pela Australian Recording Industry Association como condecoração pela venda de 70 mil cópias. Na Nova Zelândia, "4 Minutes" estreou no décimo quarto lugar da tabela oficial e em seguida, alcançou o terceiro. A Recording Industry Association of New Zealand (RIANZ) certificou-o como platina após exceder vendas de 7 mil e 500 cópias.
No Reino Unido, "4 Minutes" debutou na 7ª colocação da UK Singles Chart, impulsionada apenas em sua comercialização por intermédio digital. Com isso, tornou-se o 16º single de Madonna constar entre as dez melhores posições. Em 20 de abril de 2008, converteu-se no 13ª tema da artista a culminar na tabela, a maior quantidade entre qualquer artista feminina até então, deixando Kylie Minogue em segundo lugar, com sete lideranças. A Official Charts Company, estimou que tenham sido adquiridas mais de 725 mil unidades da obra no país. Noutras nações europeias, similarmente ao ocorrido no Reino Unido, "4 Minutes" acabou por obter êxito. Em 25 de abril, debutou na Alemanha, ocupando a liderança. Esse feito foi seguido por três semanas até deixar a tabela, em 13 de fevereiro 2009, quando já se encontrava na nonagésima ocupação. Mais tarde, a Bundesverband Musikindustrie (BVMI) certificou-a com platina depois de terem sido comprados 300 mil unidades no território. Na França estreou em segundo lugar, onde permaneceu por sete semanas subsequentes. Na Espanha, conseguiu debutar na primeira colocação, onde posteriormente foi classificado como platina dupla pela Productores de Música de España (PROMUSICAE), após serem adquiridas cerca de 50 mil réplicas. Na tabela Ultratop dos territórios belgas de Flandres e Valônia, estreou nos números dois e três, respectivamente. Em sua segunda semana, a faixa passou para o primeiro lugar em ambos os territórios e mais tarde obteve uma certificação de ouro pela Belgian Entertainment Association (BEA), denotando vendas de 25 mil unidades em toda a Bélgica. Ao redor da Europa, qualificou-se na primeira posição em uma série de países, como Dinamarca, Noruega, Portugal, Países Baixos e Suíça.
| País — Tabela musical (2008)           | Melhor posição |
| -------------------------------------- | -------------- |
| África do Sul (MediaGuide)             | 1              |
| Alemanha (GfK Entertainment Charts)    | 1              |
| Argentina (CAPIF)                      | 4              |
| Austrália (ARIA Charts)                | 1              |
| Áustria (Ö3 Austria Top 40)            | 2              |
| Bélgica (Ultratop 50 de Flandres)      | 1              |
| Bélgica (Ultratop 40 da Valônia)       | 1              |
| Canadá (Canadian Hot 100)              | 1              |
| Chile (IFPI Chile)                     | 6              |
| Dinamarca (Tracklisten)                | 1              |
| Escócia (OCC)                          | 1              |
| Eslováquia (IFPI Slovenská Republika)  | 2              |
| Espanha (PROMUSICAE)                   | 1              |
| Estados Unidos (Adult Top 40)          | 20             |
| Estados Unidos (Billboard Hot 100)     | 3              |
| Estados Unidos (Hot Dance Club Songs)  | 1              |
| Estados Unidos (Latin Pop Songs)       | 27             |
| Estados Unidos (Mainstream Top 40)     | 5              |
| Estados Unidos (Rhythmic Songs)        | 28             |
| Europa (European Hot 100 Singles)      | 1              |
| Finlândia (IFPI Finlândia)             | 1              |
| França (SNEP)                          | 2              |
| Grécia (Digital Songs)                 | 1              |
| Hungria (Rádiós Top 40)                | 4              |
| Hungria (Dance Top 40)                 | 7              |
| Irlanda (IRMA)                         | 1              |
| Itália (FIMI)                          | 1              |
| Japão (Japan Hot 100)                  | 3              |
| Noruega (VG-lista)                     | 1              |
| Nova Zelândia (Recorded Music NZ)      | 3              |
| Países Baixos (Dutch Top 40)           | 1              |
| Países Baixos (Single Top 100)         | 1              |
| Portugal (Portugal Digital Songs)      | 1              |
| Polônia (ZPAV)                         | 3              |
| Reino Unido (UK Singles Chart)         | 1              |
| República Checa (IFPI Česká Republika) | 4              |
| Romênia (Romanian Top 100)             | 1              |
| Suécia (Sverigetopplistan)             | 2              |
| Suíça (Schweizer Hitparade)            | 1              |
| Turquia (Billboard)                    | 1              |
| Venezuela (Record Report)              | 1              |

| País — Tabela musical (2008)          | Posição |
| ------------------------------------- | ------- |
| Alemanha (GfK Entertainment Charts)   | 9       |
| Austrália (ARIA Singles Charts)       | 15      |
| Áustria (Ö3 Austria Top 40)           | 11      |
| Bélgica (Ultratop 50 de Flanders)     | 3       |
| Bélgica (Ultratop 40 da Valônia)      | 13      |
| Brasil (Crowley Broadcast Analysis)   | 14      |
| Canadá (Canadian Hot 100)             | 4       |
| Espanha (PROMUSICAE)                  | 18      |
| Estados Unidos (Billboard Hot 100)    | 23      |
| Estados Unidos (Hot Dance Club Songs) | 24      |
| Estados Unidos (Mainstream Top 40)    | 38      |
| Europa (Hot 100 Singles)              | 5       |
| França (SNEP)                         | 14      |
| Hungria (Rádiós Top 40)               | 13      |
| Irlanda (IRMA)                        | 11      |
| Nova Zelândia (Recorded Music NZ)     | 31      |
| Países Baixos (Dutch Top 40)          | 11      |
| Países Baixos (Single Top 100)        | 4       |
| Reino Unido (UK Singles Chart)        | 9       |
| Suécia (Sverigetopplistan)            | 3       |
| Suíça (Schweizer Hitparade)           | 6       |
| País — Tabela musical (2009)          | Posição |
| Hungria (Rádiós Top 40)               | 138     |

| País — Tabela musical (2000—10) | Posição |
| ------------------------------- | ------- |
| Austrália (ARIA Singles Charts) | 77      |

| Região                                                                                 | Certificação | Vendas    |
| -------------------------------------------------------------------------------------- | ------------ | --------- |
| Alemanha (BVMI)                                                                        | Platina      | 300 000^  |
| Austrália (ARIA)                                                                       | Platina      | 70 000^   |
| Bélgica (BEA)                                                                          | Ouro         | 25 000*   |
| Brasil (Pro-Música Brasil)                                                             | Platina      | 100 000*  |
| Dinamarca (IFPI Dinamarca)                                                             | 2× Platina   | 30 000^   |
| Espanha (PROMUSICAE)                                                                   | 2× Platina   | 50 000^   |
| Estados Unidos (RIAA)                                                                  | 2× Platina   | 3 100 000 |
| Finlândia (Musiikkituottajat)                                                          | Ouro         | 16 799^   |
| Itália (FIMI)                                                                          | Platina      | 50 000‡   |
| Japão (RIAJ)                                                                           | Ouro         | 100 000^  |
| México (AMPROFON)                                                                      | 2× Ouro      | 60 000^   |
| Noruega (IFPI Noruega)                                                                 | 3× Platina   | 30 000*   |
| Nova Zelândia (RIANZ)                                                                  | Ouro         | 7 500^    |
| Reino Unido (BPI)                                                                      | Platina      | 627 000   |
| Suécia (GLF)                                                                           | Platina      | 20 000^   |
| Resumos                                                                                |              |           |
| Mundo                                                                                  | —            | 5 000 000 |
| *vendas baseadas apenas na certificação ^distribuições baseadas apenas na certificação |              |           |

## Histórico de lançamento
| País           | Data                 | Formato                | Ref.            |
| -------------- | -------------------- | ---------------------- | --------------- |
| Estados Unidos | 25 de março de 2008  | Download digital       | [ 227 ]         |
| Alemanha       | 11 de abril de 2008  | CD single              | [ 228 ]         |
| França         | 14 de abril de 2008  | Maxi Single            | [ 229 ]         |
| Austrália      | 18 de abril de 2008  | Download digital remix | [ 230 ]         |
| Reino Unido    | 21 de abril de 2008  | CD single              | [ 231 ]         |
| Estados Unidos | 11 de agosto de 2008 | Download digital remix | [ 232 ] [ 233 ] |